# Severo Torelli
Severo Torelli est un film muet français réalisé par Louis Feuillade et sorti en 1914.

## Fiche technique
- Réalisation et scénario : Louis Feuillade
- Décors : Robert-Jules Garnier
- Société de production : Société des Établissements L. Gaumont
- Format : Muet - Noir et blanc - 1,33:1 - 35 mm
- Métrage : 1 208 m
- Durée : inconnue
- Date de sortie :
  - France : mai 1914

## Distribution
- Renée Carl : Dona Pia
- Musidora
- Fernand Herrmann
- Laurent Morléas
- Paul Chevalet
- Marthe Vinot
- Louise Lagrange
- Edmond Bréon
- Jehan Le Gall
- le petit William